# Tranzitivitate (gramatică)
În gramatică, tranzitivitatea este concepută cu două accepții diferite. În unele gramatici este definită drept capacitatea verbului de a avea obiect, adică, cu termeni ai gramaticii tradiționale, complement direct sau/și complement indirect, ori propoziții subordonate corespunzătoare acestora (propoziție completivă directă, propoziție completivă indirectă). În această accepție sunt numite verbe intranzitive numai cele care nu pot avea niciunul din aceste tipuri de complemente, iar celelalte se împart în tranzitive directe și tranzitive indirecte. În alte gramatici, precum cele tradiționale ale limbii române, sunt acceptate ca tranzitive numai verbele care pot avea complement direct, toate celelalte fiind considerate intranzitive. În acest articol, termenul „tranzitivitate” este folosit în acest din urmă sens.
Tranzitivitatea, indiferent de viziunea despre ea, este o trăsătură lingvistică universală, în sensul unei trăsături ce caracterizează o clasă de verbe în orice limbă, chiar dacă verbe cu același sens în limbi diferite pot fi tranzitive în unele și intranzitive în altele. În fiecare limbă, verbul tranzitiv impune obiectului anumite trăsături, în funcție de caracteristicile structurale ale limbii în cauză. Astfel, poate fi vorba de un anumit caz gramatical sau anumite cazuri, folosirea cu obiectul a unei anumite/anumitor prepoziții sau postpoziții, un anumit loc în propoziție etc..

## Verbe tranzitive
Calitatea de verb tranzitiv se poate stabili prin testarea unor criterii, specifice pentru fiecare limbă în parte, în funcție de particularitățile structurale ale acesteia.
Pentru limba română, aceste criterii sunt:
1. exprimarea obiectului printr-un pronume personal formă neaccentuată în cazul acuzativ: – Ai citit articolul? – L-am citit[4];
2. dublarea obiectului, adică anticiparea sau reluarea substantivului sau a unui substitut al acestuia care exprimă obiectul printr-un pronume personal formă neaccentuată în acuzativ: Pe Ion îl doare capul, Cartea o are de la părinți;
3. pasivizarea: Tata face fluiere → Fluierele sunt făcute de către tata[5].

Nu toate verbele tranzitive îndeplinesc toate aceste criterii. Hotărâtor este criteriul 2. Verbe care îndeplinesc numai criteriul 1 nu sunt tranzitive, pentru că nu îndeplinesc celelalte criterii, ex. a o tuli, a o lua la fugă. Unele verbe care nu pot fi pasivizate sunt totuși tranzitive dacă îndeplinesc criteriile 1 și 2: Pe Ion îl doare capul, Cartea o are de la părinți.
În gramatici tradiționale precum cele ale limbii franceze, verbul tranzitiv este definit ca unul care poate primi un obiect exprimat printr-o parte de vorbire nominală care se leagă de el direct, în sensul „fără prepoziție”, dacă este exprimat printr-o parte de vorbire nominală (ex. La voiture renverse le passant „Mașina îl doboară pe trecător”), ceea ce nu este valabil pentru toate complementele directe exprimate prin verb la infinitiv: Il craint de perdre sa place „(El) se teme să nu-și piardă locul”. Și pasivizarea este un indiciu al tranzitivității, dar la fel de nehotărâtor ca în română. Le passant est renversé par la voiture „Trecătorul este doborât de mașină”.
În limba engleză de asemenea, verbul tranzitiv poate fi trecut la diateza pasivă, cu unele excepții: The secretary typed the report „Secretarul/Secretara a dactilografiat raportul” → The report was typed (by the secretary) „Raportul a fost dactilografiat [(de către secretar(ă)]. Ca în franceză, complementul direct se leagă totdeauna fără prepoziție de verb. Atunci când nu este scos în evidență, stă totdeauna după verb, imediat după acesta dacă verbul nu are și complement indirect, sau dacă are complement indirect cu prepoziție, și după complementul indirect, dacă acesta este fără prepoziție: The teacher gave a letter to the girl sau The teacher gave the girl a letter „Profesorul i-a dat o scrisoare fetei”.
În limbi ca cele din diasistemul slav de centru-sud, verbele tranzitive se recunosc prin faptul că obiectul este la acuzativ, care este exprimat de cele mai multe ori prin desinențe, eventual numai la determinantul din grupul nominal, și nu este precedat de prepoziție, ex. hr  Htio sam razveseliti tetku „Am vrut s-o înveselesc pe mătușa”, Rijetko bi izustila koju riječ „Rareori ar fi rostit vreun cuvânt”. Excepție constituie numai complementul direct la cazul genitiv fără prepoziție, numit „partitiv”: cnr  Imate li vode? „Aveți apă?”.
În limba maghiară, verb tranzitiv este cel care poate fi completat cu un cuvânt la cazul acuzativ, exprimat printr-o singură desinență (-t) specifică numai acestui caz, care poate lipsi facultativ în unele cazuri. În plus, când complementul direct este definit, tranzitivitatea verbului este marcată și prin desinențe aparte de cele pe care le are când complementul este nedefinit: levelet ír „scrie o scrisoare”, írja a levelet „scrie scrisoarea”.
Unele verbe tranzitive pot fi folosite corect cu sau fără complement direct sau propoziție completivă directă. Acestea sunt numite tranzitive absolute. Exemple:
- ro  Scrie frumos (ce-i dictez)[14];
- fr  Pierre mange (quelque chose) „Pierre mănâncă (ceva)”[8];
- en  I was reading (a newspaper) „Citeam (un ziar)”[15];
- hr  Pišem (pismo) „(Eu) scriu o scrisoare”[11];
- hu  A kislány (leckét) ír „Fetița scrie (o temă pentru acasă)”[13].

Pentru alte verbe tranzitive, complementul direct este obligatoriu, cel puțin când acestea au anumite sensuri și în anumite limbi, fără acesta propoziția fiind incorectă:
- ro  Zăpada acoperă pământul[5];
- fr  Vous préparez votre avenir „Vă pregătiți viitorul” (literal „Voi pregătiți viitorul vostru”)[16];
- en  The committee discussed the problem „Comitetul a discutat problema”[17];
- hr  Susjeda je snašla nevolja „Pe vecin l-a lovit năpasta”[11];
- hu  Készít valamit „Pregătește ceva”[13].

Cu unele verbe tranzitive, propoziția este incorectă și dacă verbul nu are încă o complinire pe lângă complementul direct:
- ro  O cheamă Agripina pe nevastă-mea (Zaharia Stancu)[5];
- fr  Il s’est déclaré content „(El) s-a declarat mulțumit”[18];
- en  The thief thought himself rather unlucky „Hoțul se considera cam ghinionist”[17];
- hr  Proglasili su me anarhistom „M-au declarat anarhist”[19];
- hu  A fiút Pistának hívják „Pe băiat îl cheamă Pista”[20];

Unele verbe tranzitive pot avea simultan un complement direct și unul indirect:
- ro  Le dezvăluie taina[21];
- fr  arracher quelque chose à quelqu’un „a smulge ceva de la cineva”[8];
- en  She gave me a pencil „(Ea) mi-a dat un creion”[22];
- hu  Nekem adta a könyvet „Mi-a dat cartea”[23].

În diasistemul slav de centru-sud, complementul indirect poate fi în mai multe cazuri:
- dativ: sr  Pružite šansu mladima „Oferiți o șansă tinerilor”[24];
- genitiv: hr  Izbavi me ove muke „Scapă-mă de chinul acesta”[25];
- instrumental: cnr  Poslužili su nas njeguškim sirom „Ne-au servit cu cașcaval de Njeguši”[26];

În opinia unor lingviști, în unele limbi, unele verbe sunt dublu-tranzitive, adică pot avea simultan, în același context, fie două complemente directe (unul al ființei și altul al lucrului), fie un complement direct al ființei și o completivă directă (reprezentantă a complementului direct al lucrului):
- ro  Profesorul învață carte pe elev, L-am rugat să-mi spună adevărul[14];
- hr  Šutite jer vas nitko nije ništa pitao „Tăceți, căci nu v-a întrebat nimeni nimic”[27].

Existența verbelor dublu-tranzitive este contestată de alți autori. Astfel, după Bidu-Vrănceanu 1997, în această situație, verbul nu este dublu-tranzitiv, deoarece îndeplinește criteriile tranzitivități numai pentru complementul ființei. În opinia lui Čirgić 2010 nu pot exista mai multe tipuri de complement direct, chiar dacă verbul are două complemente la acuzativ fără prepoziție. Ca dovadă, în propoziția cnr  Uči nas matematiku „Ne predă matematica”, matematika poate fi și la cazul dativ cu același sens gramatical: Uči nas matematici. Prin urmare, și cu forma de acuzativ, matematiku ar fi complement indirect.
În limbi ca franceza sau maghiara nu poate fi vorba de verb dublu-tranzitiv. În propoziții corespunzătoare celor de mai sus, în franceză, unul din obiectele verbului este fără prepoziție, iar celălalt cu prepoziție, sau este un pronume personal fără prepoziție corespunzător; în maghiară, unul este la acuzativ, iar celălalt la alt caz.

## Verbe intranzitive
Sunt considerate intranzitive de către toți lingviștii verbele care nu pot avea niciun fel de obiect. Astfel sunt verbele care nu pot avea nici subiect (plouă, se desprimăvărează), verbele numite „de mișcare” (a călători, a fugi), verbele copulative (a deveni, a fi) și altele (a sta, a străluci, a ședea etc.). Intranzitive sunt considerate de către unele gramatici (vezi mai sus) și verbele care nu pot avea complement direct, dar pot avea complement indirect: a se gândi, a se sinchisi, a aparține, a corespunde etc..

## Verbe uneori tranzitive, alteori intranzitive
Unele verbe sunt în mod inerent tranzitive, altele în mod inerent intranzitive, dar în cazul altora este greu să se stabilească granița precisă între tranzitiv și intranzitiv. Acest lucru este dovedit de mai multe fapte.
Există opinia că unele verbe au un statut intermediar între tranzitiv și intranzitiv. Acestea sunt numite în unele gramatici ergative sau neacuzative, în alte gramatici – pseudo-intranzitive. În unele gramatici, asemenea verbe constituie o parte din verbele numite de diateza medie. Aceste verbe sunt intranzitive prin faptul că nu pot avea complement direct din punct de vedere sintactic, dar au subiect care nu este agent, ca cel al verbelor tranzitive, ci rolul lui este de pacient, ca cel al complementului direct. Pot avea formă activă sau reflexivă. Exemple:
- ro  Frunzele cad, Brânza se strică[3];
- fr  La clef tourne dans la serrure „Cheia se învârte în broască”[31];
- en  The door opened „Ușa s-a deschis”[31];
- hu  A ruha bolyhozódik „Rochia se scămoșează”[32].

Unele verbe pot fi tranzitive sau intranzitive în funcție de context, fără să-și schimbe sensul lexical.
În primul rând, verbele tranzitive pe lângă care complementul direct nu este obligatoriu, se spune că sunt folosite tranzitiv când în propoziție există complement direct, și intranzitiv – când nu este necesar să se precizeze asupra cui sau a ce se răsfrânge procesul exprimat de verb (vezi exemple mai sus).
Există verbe care pot fi construite cu complement direct sau cu complement indirect, construcțiile respective fiind sinonime sintactice:
- ro  a ajuta pe cineva = a ajuta cuiva; a spera ceva = a spera la ceva; a anunța cuiva ceva = a anunța pe cineva ceva[34];
- hu  átrepül valamit = átrepül valamin „a zbura peste ceva”[35], átugrik valamit = átugrik valamin „a sări ceva/peste ceva”;[36].

Verbe care de obicei sunt intranzitive pot fi tranzitive în unele contexte:
O categorie de asemenea verbe este a celor care pot avea obiect numit „intern”, care are același sens ca verbul. Poate fi vorba de înrudire formală, verbul și complementul fiind din aceeași familie lexicală, sau de înrudire numai semantică. Exemple:
- ro  a-și trăi traiul, a dormi un somn adânc[3];
- fr  jouer gros jeu „a juca cu miză mare” (lit. „a juca joc mare”)[37];
- hu  éli az életét „își trăiește traiul”[38].

Tot fără schimbare de sens, tranzitivitatea și intranzitivitatea sunt impuse contextual de particularități ale formelor verbale. Astfel, prin pasivizare, verbele tranzitive devin intranzitive (vezi exemple mai sus). În unele limbi, trecerea de la intranzitivitate la tranzitivitate se produce prin altă schimbare de diateză, de exemplu la cea numită factitivă. Într-o limbă precum maghiara, aceasta se produce cu un sufix specific: A fazék folyik „Curge oala” → A fazék folyatja a vizet „Curge apa din oală” (lit. „Oala face să curgă apa”). În unele limbi, trecerea se poate face cu ajutorul unui prefix, fără schimbarea diatezei: hr  skočiti „a sări” → preskočiti potok „a sări peste (un) pârâu”.
Sunt relativ frecvente verbele tranzitive sau intranzitive în funcție de sensul sau de nuanța lor de sens lexical:
- ro  Crește văzând cu ochii (intranz.) vs. Crește un copil (tranz.)[40];
- fr  Il pense „El gândește” (intranz.) vs. Il pense l’univers comme un tout „(El) consideră/vede universul ca un tot” (tranz.)[8];
- en  I’m thinking „Mă gândesc” (intranz.) vs. People will think me stupid „Lumea o să mă creadă prost” (tranz.)[17];
- hu  Behajt az udvarra „Intră în curte (cu un vehicul)” (intranz.) vs. Behajtja az adót „Percepe impozitul” (tranz.)[32].